# دوري أندورا الممتاز
دوري أندورا الممتاز (بالكتلانية:Lliga andorrana de futbol) هي الدرجة الممتازة لكرة القدم في أندورا، ويشارك في الدوري الممتاز 8 أندية. أغلب الأندية شبه محترفة، إذ أن أغلب اللاعبين هم لاعبون بدوام جزئي. وتم تأسيسه في عام 1995.